# Fritz Ehrhoff
Fritz Ehrhoff (* 22. Juli 1910 in Wolfenbüttel; † 9. Juli 1984 ebenda) war ein deutscher Politiker (SPD).

## Leben
Ehrhoff besuchte die Volksschule und wechselte später auf das Gymnasium und die städtische Oberrealschule. Im Jahr 1931 wurde als Volontär bei der Allgemeinen Ortskrankenkasse in Wolfenbüttel/Schöppenstedt angestellt. Im Zuge der nationalsozialistischen „Machtergreifung“ 1933 wurde er Ende des Jahres als „politisch unzuverlässig“ aus seiner Anstellung entlassen. Erst Anfang 1935 fand er wieder neue Anstellung, als Verwaltungsangestellter in der Privatärztlichen Verrechnungsstelle (PVS) Wolfenbüttel. Hier war er bis zu seiner Einberufung zum Kriegsdienst im Jahr 1939 beschäftigt. 1937 trat er in die SA ein, aus der er im Mai 1939 mit Eintritt in die Wehrmacht wieder austrat. Er geriet in Kriegsgefangenschaft und fing nach seiner Entlassung ab 1946 erneut bei der Allgemeinen Ortskrankenkasse Wolfenbüttel an.
Seit dem Jahr 1926 war Ehrhoff in der sozialistischen Jugendbewegung tätig. Er trat der SPD im Jahr 1930 bei und wurde im Jahr 1948 Bezirksvorsitzender der Sozialistischen Jugend Deutschlands – Die Falken im Bezirk Braunschweig. Ehrhoff war sowohl Stadtrats und ab 1952 auch Kreistagsmitglied in Wolfenbüttel.
Ehrhoff wurde in der zweiten und dritten Wahlperiode zum Mitglied des Niedersächsischen Landtages vom 6. Mai 1951 bis 14. April 1958 gewählt.